# کناره‌گیری ادوارد هشتم

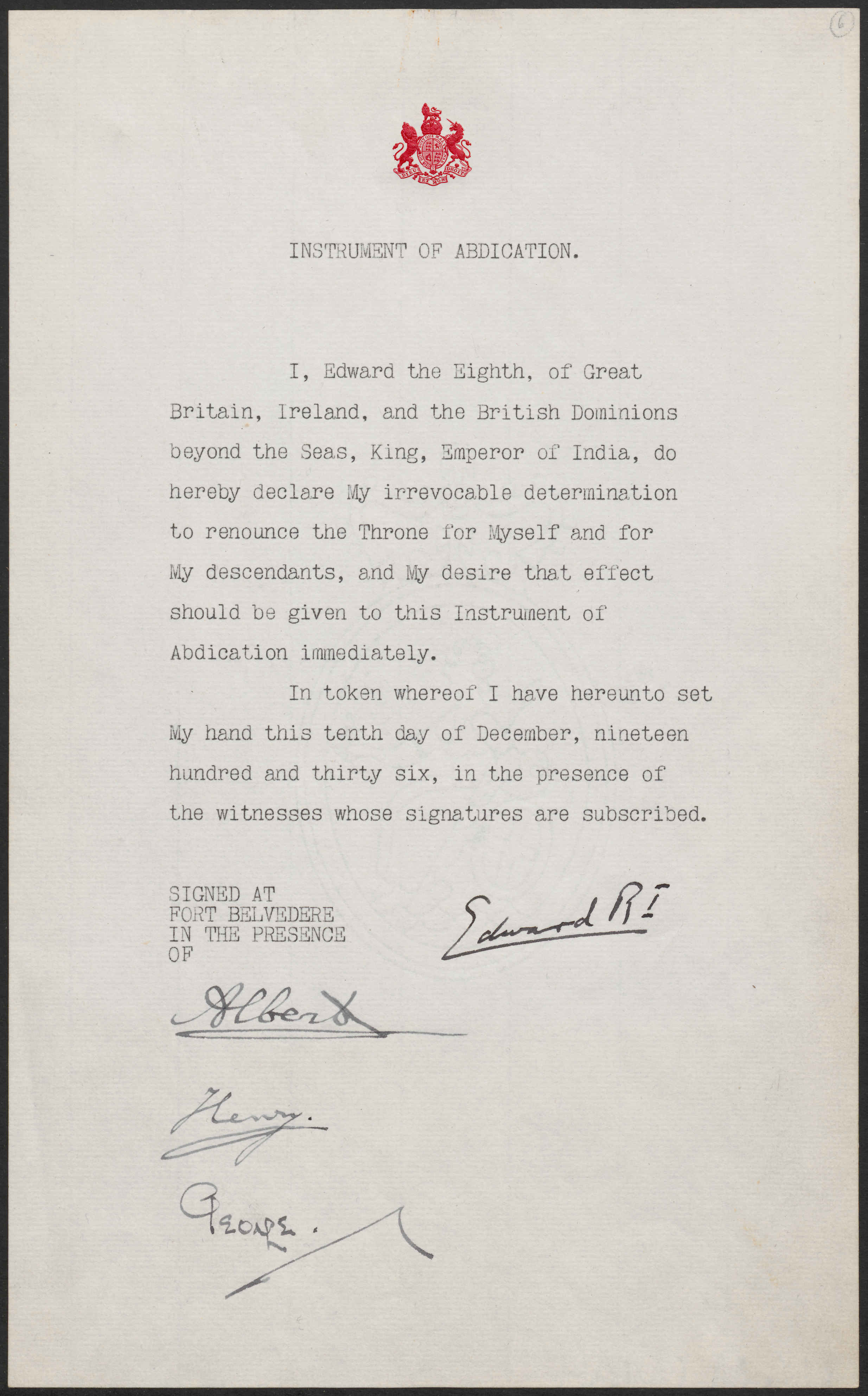
متن استعفای ادوارد هشتم با امضای او

کناره‌گیری ادوارد هشتم (انگلیسی: Abdication of Edward VIII) به استعفای ادوارد هشتم، پادشاه بریتانیا از تاج و تخت آن کشور در سال ۱۹۳۶ گفته می‌شود.
ادوارد هشتم که قصد داشت با مطلقه‌ای آمریکایی به‌نام والیس سیمپسون ازدواج کند، نیاز به صدور مجوزی از سوی پارلمان بریتانیا و نمایندگان کشورهای مستعمره داشت. دولت بریتانیا و نمایندگان مذکور، با ارادهٔ پادشاه به مخالفت پرداختند و وی نیز برای نیل به مقصود خود راه استعفا و کناره‌گیری از مقام سلطنت را برگزید. وی طی یک نطق رادیویی با مردم کشور خویش وداع کرد و بدین‌ترتیب برادرش شاهزاده آلبرت با عنوان جرج ششم به‌جای وی بر تخت سلطنت نشست.

## مقدمات رسوایی

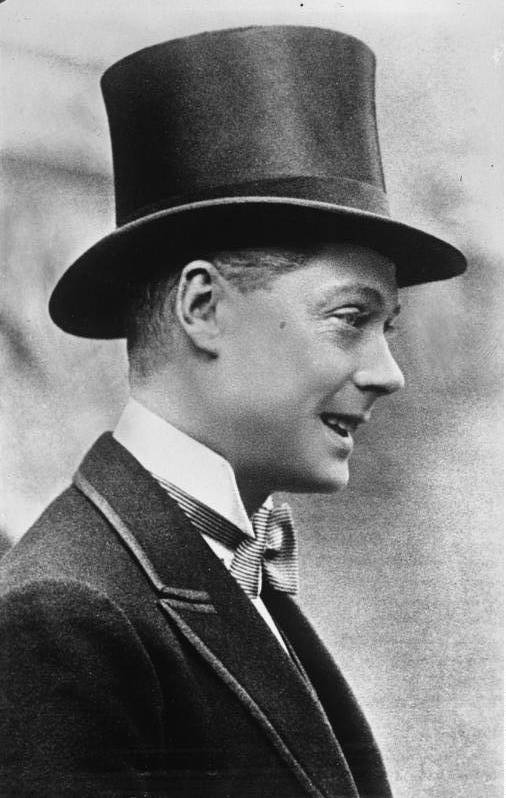
ادوارد در ۱۹۳۲

ادوارد توسط لیدی فورنس در ۱۰ ژانویه ۱۹۳۱، زمانی که ادوارد شاهزاده ولز بود، به والیس سیمپسون، شهروند آمریکایی و همسر ارنست آلدریش سیمپسون، مدیر ارشد حمل و نقل انگلیس معرفی شد. ارنست سیمپسون شوهر دوم والیس بود. ازدواج اول وی، با خلبان نیروی دریایی ایالات متحده وین اسپنسر، در سال ۱۹۲۷ به طلاق انجامید. به‌طور کلی پذیرفته شده‌است که والیس سیمپسون و ادوارد در سال ۱۹۳۴ عاشق شدند، در حالی که لیدی فورنس (که همچنین با شاهزاده رابطه داشت) به دیدار اقوام خود در ایالات متحده رفته بود. با این حال، ادوارد با قاطعیت به پدرش، پادشاه جورج پنجم، اصرار داشت که با سیمپسون رابطه فیزیکی ندارد و توصیف او به عنوان معشوقه اش نامناسب است. روابط ادوارد با سیمپسون رابطه ضعیف وی و والدینش را بیش از پیش تضعیف کرد. اگرچه پادشاه جورج و ملکه ماری در سال ۱۹۳۵ سیمپسون را در کاخ باکینگهام ملاقات کردند، آنها بعداً از پذیرایی وی خودداری کردند. ادوارد و سیمپسون به‌طور مخفیانه توسط اعضای شعبه ویژه پلیس متروپولیتن پیگیری می‌شدند، که گزارش‌هایی در مورد ماهیت روابط آنها و تحقیقات خود در مورد زندگی خصوصی والیس سیمپسون تهیه می‌کردند که شامل «پیگیری شایعات شرور» و شناسایی «یک عاشق مخفی» بود. چشم‌انداز داشتن یک مطلقه آمریکایی با گذشته‌ای مشکوک که چنین وارثی را نسبت به وارث داشته باشد، موجب نگرانی چهره‌های دولت و تشکیلات شد.

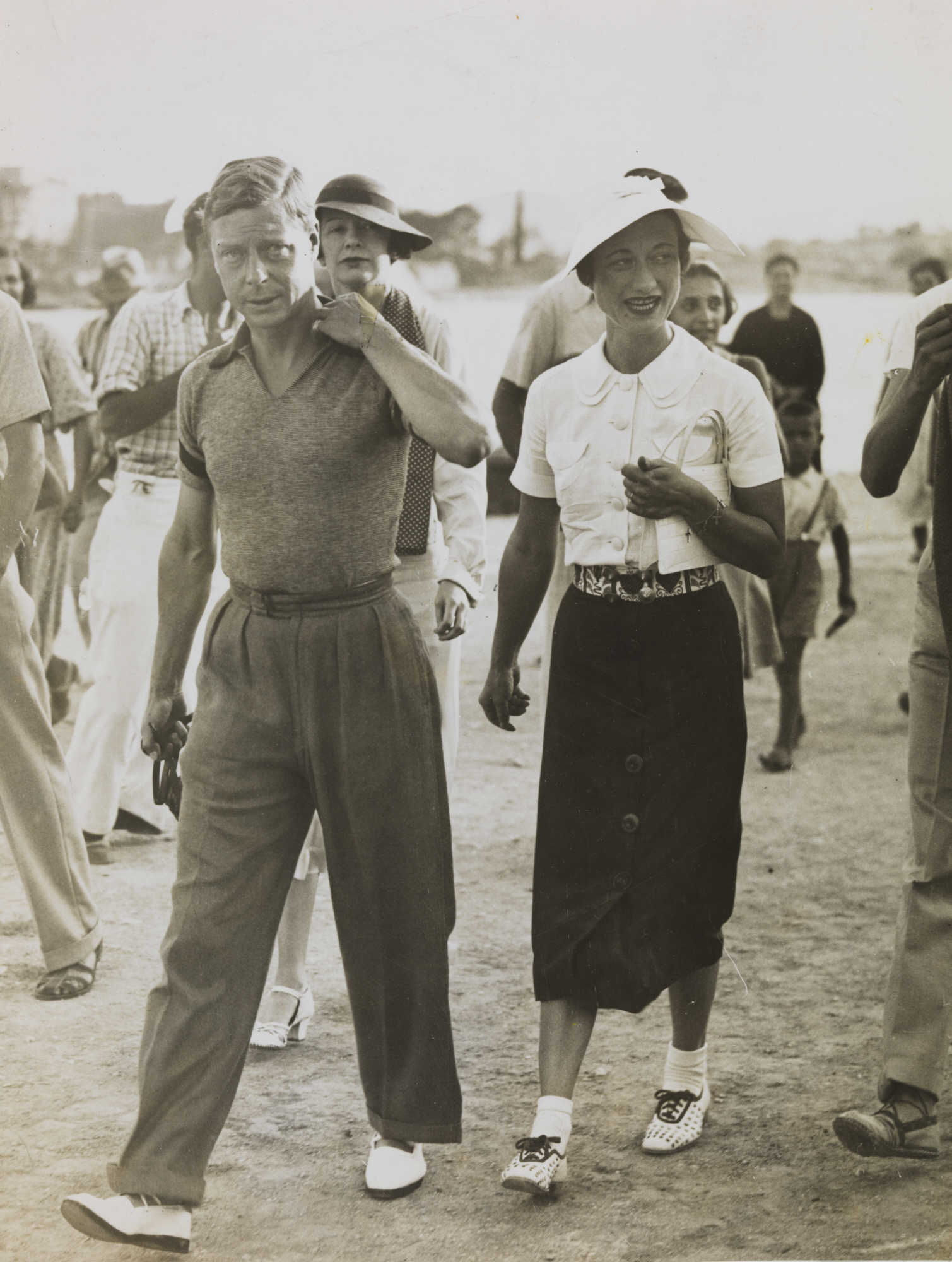
ادوارد هشتم و والیس سیمپسون در مدیترانه، ۱۹۳۶

ادوارد هشتم در ۲۰ ژانویه ۱۹۳۶ جانشین پدر شد، پس از آن سیمپسون در مراسمات رسمی بیشتر به عنوان مهمان پادشاه حضور یافت. علی‌رغم اینکه نام او به‌طور منظم در بخشنامه دادگاه ظاهر می‌شد، نام شوهرش به وضوح غایب بود. در تابستان همان سال، پادشاه از اقامت طولانی مدت در بالمورال به منظور تعطیلات با سیمپسون در شرق مدیترانه که به‌طور گسترده‌ای در مطبوعات آمریکا و قاره اروپا پوشش داده شد، اجتناب کرد. درحالی‌که مطبوعات انگلیس، که خود را حفظ می‌کردند (سکوت تحمیل شده)، کانادایی‌ها و انگلیسی‌های خارج از کشور، که به گزارش‌های خارجی دسترسی داشتند، تا حد زیادی توسط این پوشش رسوا شدند.
تا ماه اکتبر، در جامعه عالی و خارج از کشور شایعه شد که ادوارد قصد دارد به محض آزادی سیمپسون ازدواج کند. در پایان همان ماه، هنگامی که او درخواست طلاق کرد و مطبوعات آمریکا اعلام کردند که ازدواج بین او و پادشاه قریب‌الوقوع است، این بحران به اوج خود رسید. دبیر خصوصی پادشاه، الک هاردینگ، در ۱۳ نوامبر به او هشدار داد: «سکوت مطبوعات انگلیس در مورد دوستی اعلیحضرت با خانم سیمپسون حفظ نخواهد شد … با توجه به نامه‌های افراد انگلیسی زندگی در کشورهای خارجی که مطبوعات صریحاً ابراز کرده‌اند، تأثیر ناگوار خواهد داشت.» وزرای ارشد انگلیس می‌دانستند که هاردینژ برای شاه نامه نوشته‌است و ممکن است به او در تهیه نامه کمک کرده باشد.
پادشاه روز دوشنبه (۱۶ نوامبر) نخست‌وزیر استنلی بالدوین را به کاخ باکینگهام دعوت کرد و به او خبر داد که قصد ازدواج با سیمپسون را دارد. بالدوین پاسخ داد که چنین ازدواجی مورد قبول مردم نیست، اظهار داشت: «... ملکه، ملکه کشور می‌شود؛ بنابراین در انتخاب یک ملکه صدای مردم باید شنیده شود». نظر بالدوین توسط کمیساریای عالی استرالیا در لندن، استنلی بروس، که همچنین نخست‌وزیر سابق استرالیا بود، مشترک بود. در همان روزی که هاردینگ به پادشاه نوشت، بروس با هاردینگ آشنا شد و سپس با بالدوین نامه نوشت و از ایده ازدواج شاه و سیمپسون ابراز وحشت کرد.
با این وجود، مطبوعات انگلیس در این مورد ساکت ماندند تا اینکه آلفرد بلانت ، اسقف برادفورد، در اول دسامبر در کنفرانس اسقفی خود سخنرانی کرد، که اشاره به نیاز پادشاه به فضل الهی داشت: «ما امیدواریم که او از نیاز خود آگاه باشد. برخی از ما آرزو می‌کنیم که وی علائم مثبت بیشتری از آگاهی خود را از خود نشان دهد.» اسقف وقتی بعداً در این باره سؤال شد، ادعا کرد که در زمان نوشتن سخنرانی، نام سیمپسون را نشنیده‌است. سیمپسون با اقدام کارمندان ادوارد، دو روز بعد برای جلوگیری از توجه شدید مطبوعات، انگلیس را به مقصد جنوب فرانسه ترک کرد. هم چهره او و هم پادشاه از این جدایی بسیار خراب شدند. در هنگام عزیمت اشک آور، پادشاه به او گفت، «من هرگز تو را رها نمی‌کنم.»

## مخالفت

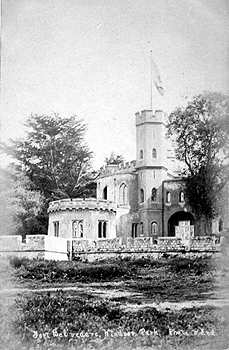
کارت پستال اوایل دهه 1900 از فورت بلودره، اقامتگاهی به سبک گوتیک قرن نوزدهمی در پارک بزرگ ویندزور، ساری. محل امضای سند کناره‌گیری ادوارد هشتم از ایالات متحده در سال 1936

مخالفت با شاه و ازدواج او از چند جهت بود. اشتیاق ادوارد برای مدرن سازی سلطنت و دسترسی بیشتر به آن، گرچه مورد استقبال بسیاری از عموم مردم قرار گرفت، از سوی تشکیلات انگلیس بی‌اعتماد بود. ادوارد با برخورد بی‌احترامی با سنت‌ها و مراسم آنها اشراف را برآشفت و بسیاری از کنار گذاشتن هنجارها و آداب و رسوم پذیرفته شده اجتماعی او را آزردند.

### اجتماعی و اخلاقی
وزرای دولت و خانواده سلطنتی پیشینه و رفتار والیس سیمپسون را برای یک ملکه بالقوه غیرقابل قبول دانستند. شایعات و استعلام دربارهٔ او در جامعه به گوش می‌رسید. حتی به مادر پادشاه، ملکه ماری، گفته شد که سیمپسون ممکن است نوعی کنترل جنسی بر ادوارد داشته باشد، زیرا وی با استفاده از شیوه‌هایی که در یک فاحشه خانه چینی آموخته بود او را از یک اختلال جنسی تعریف نشده رها کرده‌است. این دیدگاه تا حدودی توسط آلن دون، روحانی به اسقف اعظم کانتربری، که نوشت که مظنون است پادشاه «از نظر جنسی غیرطبیعی است و ممکن است ناشی از تصرف خانم S. بر او باشد»، تا حدودی گفته شد. حتی فیلیپ زیگلر، زندگینامه نویس رسمی ادوارد هشتم، خاطرنشان کرد که: «حتماً نوعی رابطه سادومازوخیستی وجود داشته‌است»

## گزینه‌های در نظر گرفته شده

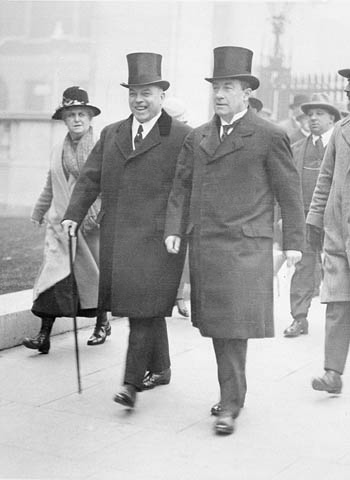
نخست‌وزیر کانادا ویلیام لیون مکنزی کینگ (چپ) و همتای انگلیسی وی استنلی بالدوین (راست)، ۱۹۲۶

در نتیجه این شایعات و استدلال‌ها، این اعتقاد در بین تشکیلات انگلیس تقویت شد که سیمپسون نمی‌تواند به عنوان یک همسر سلطنتی تبدیل شود. نخست‌وزیر انگلیس استنلی بالدوین صریحاً به ادوارد توصیه کرد که اکثر مردم با ازدواج او با سیمپسون مخالف خواهند بود، این نشان می‌دهد که اگر این کار را کرد، برخلاف توصیه‌های وزیرانش، دولت دسته جمعی استعفا خواهد داد. پادشاه طبق گفته خودش بعداً پاسخ داد: «من قصد دارم به محض آزادی خانم سیمپسون ازدواج کنم … اگر دولت با این ازدواج مخالفت می‌کرد، همان‌طور که نخست‌وزیر به من گفته بود، من آماده رفتن بودم.» تحت فشار شاه، بالدوین موافقت کرد که صداهای بیشتری را در مورد سه گزینه تهیه کند:
1. ادوارد و سیمپسون ازدواج می‌کنند و او ملکه می‌شود (یک ازدواج سلطنتی).
2. ادوارد و سیمپسون ازدواج می‌کنند، اما او ملکه نمی‌شود، در عوض یک عنوان ادب (یک ازدواج مورگانتیک) دریافت می‌کند. یا
3. کناره‌گیری ادوارد و هر وارث بالقوه ای که ادوارد ممکن است پدرش باشد، و به او اجازه می‌دهد بدون تصمیمات قانونی دیگر تصمیمات زناشویی خودش را اتخاذ کند.

گزینه دوم دارای سوابق اروپایی بود، از جمله پدرِ پدربزرگ خود ادوارد، دوک الکساندر وورتمبرگ، اما در تاریخ مشروطه انگلیس هیچ نظیری نداشت. از نخست وزیران پنج قلمرو (استرالیا، کانادا، نیوزیلند، آفریقای جنوبی و دولت آزاد ایرلند) مشورت شد، و اکثریت موافقت کردند که «هیچ راهی برای دوره وجود ندارد». ویلیام لیون مکنزی کینگ (نخست‌وزیر کانادا)، جوزف لیونس (نخست‌وزیر استرالیا) و جی بی ام هرتسوگ (نخست‌وزیر آفریقای جنوبی) با گزینه‌های ۱ و ۲ مخالفت کردند. مکنزی کینگ به ادوارد گفت "آنچه را که در قلب خودش بود باور کند" حق بود " و دولت کانادا از شاه درخواست کرد وظیفه خود را قبل از احساساتش نسبت به سیمپسون قرار دهد. فرماندار کل کانادا لرد تویدزمویر به کاخ باکینگهام و بالدوین گفت که کانادایی‌ها علاقه زیادی به پادشاه دارند، اما همچنین اگر ادوارد با یک زن مطلقه ازدواج کند، افکار عمومی کانادا خشمگین خواهد شد. مایکل جوزف ساواژ (نخست وزیر نیوزیلند) گزینه ۱ را رد کرد و فکر کرد که گزینه ۲ "ممکن است … اگر عملی برای یافتن راه حل در این راستا عملی باشد"، اما "با تصمیم دولت داخلی هدایت می‌شود ". در ارتباطات با دولت انگلیس، ایمون دو والرا (رئیس شورای اجرایی دولت آزاد ایرلند) اظهار داشت که به عنوان یک کشور کاتولیک رومی، دولت آزاد ایرلند طلاق را به رسمیت نمی‌شناسد. وی تصور کرد که اگر مردم انگلیس والیس سیمپسون را نپذیرند، تنها کناره‌گیری از سلطنت تنها راه حل ممکن بود. در ۲۴ نوامبر، بالدوین با سه سیاستمدار برجسته مخالف در انگلیس مشورت کرد: رهبر مخالف، کلمنت اتلی، رهبر لیبرال‌ها سر آرچیبالد سینکلر و وینستون چرچیل. سینکلر و اتلی توافق کردند که گزینه‌های ۱ و ۲ غیرقابل قبول است و چرچیل متعهد شد که از دولت حمایت کند.